# Jillian Armenante
Pour les articles homonymes, voir Armenante.
Jillian Armenante, née le 5 juillet 1968 à Paterson, est une actrice, productrice, réalisatrice, scénariste et monteuse américaine.

## Biographie

### Vie privée
Jillian Armenante est ouvertement lesbienne. Elle est mariée à l'actrice américaine Alice Dodd.

## Filmographie

### Comme actrice
- 1991 : Dogfight
- 1992 : Adventures in Spying : Coed
- 1993-1994 : Bienvenue en Alaska (série télévisée) : Olympia (3 épisodes)
- 1994 : Jonathan Stone: Threat of Innocence (téléfilm) : la réceptionniste
- 1994 : The Seven Mysteries of Life
- 1995 : Medicine Ball (série télévisée) : la radiologiste
- 1997 : Fitz (série télévisée) : Ina Gardener
- 1997 : The Wright Brothers : colonel Kovacevich
- 1999 : Delivered : Danielle
- 1999 : À la Maison-Blanche (série télévisée) : Leela
- 1999 : Une vie volée : Cynthia
- 2002 : Moonlight Mile : la traiteur
- 2003 : Frankie and Johnny Are Married : Cynthia
- 2005 : Unscripted (série télévisée) : la directrice
- 1999-2005 : Amy (série télévisée) : Donna Kozlowski (130 épisodes)
- 2005 : Six Feet Under (série télévisée) : Shirley
- 2004-2005 : La Vie avant tout (série télévisée) : Francine 'Frankie' Biancavilla (2 épisodes)
- 2005 : L'Affaire Josey Aimes : Peg
- 2005 : ER (série télévisée) : Tamara Gordon
- 2006 : Grey's Anatomy (série télévisée) : Mindy Carlson (2 épisodes)
- 2006 : Smith (série télévisée) : Nash (2 épisodes)
- 2007 : Un cœur invaincu (A Mighty Heart) : Maureen Platt
- 2007 : The Gray Man : Delia Budd
- 2007 : Las Vegas (série télévisée) : Beth Lipshitz
- 2008 : Prairie Fever : Lettie
- 2008 : Gorgeous Tiny Chicken Machine Show (série télévisée) : Bonny Bonnom
- 2008 : The Closer (série télévisée) : Norma Patterson
- 2008 : Terminator : Les Chroniques de Sarah Connor (série télévisée) : Rita (2 épisodes)
- 2008 : Untitled Victoria Pile Project (téléfilm) : détective Grace Dillon
- 2009 : Private Practice (série télévisée) : Arlene Perkins
- 2009 : Le Psy d'Hollywood : Karen
- 2009 : Numbers (série télévisée) : Claire Wells
- 2009 : Castle (série télévisée) : Susan Mailer
- 2009 : Hawthorne (série télévisée) : Cheryl Brooks (3 épisodes)
- 2009 : Dollhouse (série télévisée) : Grace
- 2010 : Party Down (série télévisée) : Monaa
- 2010 : Not Your Time (court métrage) : Debbie
- 2011 : Medium (série télévisée) : Veronica Tate
- 2011 : Shameless (série télévisée) : Abby Ruggiero
- 2011 : Bad Teacher : Ms. Pavicic
- 2011 : Memphis Beat (série télévisée) : Dolores Toscano
- 2011 : US Marshals : Protection de témoins (série télévisée) : docteure Perez
- 2011 : The Guild (mini-série) : Lizette (2 épisodes)
- 2011 : Desperate Housewives (série télévisée) : Rachel (2 épisodes)
- 2011 : Fanboy (court métrage) : l'assistante du casting
- 2012 : The Dark Knight Rises : la secrétaire de l'avocat
- 2012 : Scandal (série télévisée) : Moira O'Donnell
- 2013 : Trust Me : Sandy
- 2013 : Arrested Development (série télévisée) : Armstrong
- 2013 : New Girl (série télévisée) : Eileen
- 2014 : TSA America: Yeah, But Is It Ticking? (court métrage) : officier Shears
- 2014 : Mr Maple Leaf (court métrage) : cousine Zelda
- 2015 : Better Call Saul (série télévisée) : Paula
- 2015 : The Fosters (série télévisée) : Shaz
- 2015 : Kittens in a Cage (série télévisée) : Barbara (5 épisodes)
- 2016 : Ave, César ! : script girl
- 2016 : Hank'n Barry (téléfilm) : Lindsay
- 2017 : Dropping the Soap (série télévisée) : Melanie (6 épisodes)
- 2017 : The Mayor (série télévisée) : Kitty (3 épisodes)
- 2017 : Here Now (court métrage)
- 2018 : The Jimmy Star Show with Ron Russell (série télévisée) : l'invitée
- 2017 : Stuck : officier Wheeler
- 2018 : A Play (court métrage) : Sloan
- 2018 : Vice d'Adam McKay : Karen Hughes
- 2019 : The Untold Story : Patty
- 2015-2019 : Bienvenue chez les Huang (Fresh Off the Boat) (série télévisée) : Nancy (18 épisodes)
- 2019 : Fanboy (court métrage) : l'assistante du casting
- 2019 : Dark Harbor : Gloria

### Comme productrice
- 2015 : Kittens in a Cage (série télévisée) (7 épisodes)
- 2016 : The List (téléfilm)
- 2016 : Hank'n Barry (téléfilm)
- 2017 : Stuck

### Comme réalisatrice
- 2015 : Kittens in a Cage (série télévisée) (7 épisodes)
- 2016 : The List (téléfilm)
- 2016 : Hank'n Barry (téléfilm)
- 2017 : Stuck

### Comme scénariste
- 2015 : Kittens in a Cage (série télévisée) (7 épisodes)
- 2016 : Hank'n Barry (téléfilm)

### Comme monteuse
- 2016 : Hank'n Barry (téléfilm)